# کانگوروی دم‌قلم‌مویی کوتوله
کانگوروی دم‌قلمویی کوتوله (نام علمی: Bettongia pusilla) نام یک گونه منقرض‌شده از سرده کانگوروی دم‌قلمویی است.